# Doubravice (okres České Budějovice)
Obec Doubravice (j. č., tedy: ta Doubravice, německy Daubrawitz) se nachází v okrese České Budějovice, kraj Jihočeský, zhruba 5,5 km jihovýchodně od centra Českých Budějovic. Žije zde 331 obyvatel.

## Historie
Nálezy keramiky v prostoru mezi silnicí a železniční tratí západně od obce dokládají osídlení doubravického katastrálního území již v době bronzové a halštatské. Do písemných pramenů vstupuje Doubravice až v období vrcholného středověku; k roku 1267 je zmínka o jistém Sudimíru z Doubravice (Zudimirus de Dubrawicz), další zpráva o vsi pochází z roku 1357, kdy zde sídlil vladyka Trojan z Dobravice, po něm se v letech 1379 až 1389 na Doubravici jmenuje Drslav. V následujícím století působili vladykové z Doubravice v rožmberských službách. Z nich Hynek Zub býval v letech 1451 až 1469 hejtmanem v Soběslavi, jiný, jménem Markvart roku 1498 pro jakýsi skutek odsouzen ke ztrátě hrdla, nakonec však od Petra z Rožmberka omilostněn. Zda právě při tom rožmberskému vladaři připadl Markvartův majetek není známo, avšak k roku 1511 už Petr z Rožmberka coby držitel Doubravice zprostil její obyvatele odúmrti.
V urbáři z roku 1520 je jmenovitě uvedeno sedm zdejších hospodářů, byla tedy Doubravice v oné době malou vískou s přibližně několika desítkami obyvatel. Po několik desetiletí příslušela ves k třeboňskému panství, než ji v roce 1555 Vilém z Rožmberka daroval svému zasloužilému úředníku Mikuláši Humpolcovi z Tuchoraze, který si tu nechal zbudovat sídlo. Po Mikulášově smrti 1574 připadla Doubravice jeho třem synům, kteří zvláště v Budějovicích nechvalně prosluli svými výtržnostmi a nadutým chováním. Tito však zanedlouho také pomřeli a jejich sestra Kateřina, provdaná Šeflingerová z Ryrsdorfu, po dlouhých sporech odprodala majetek zpět do rožmberských rukou.
Vlastníci vsi se pak často měnili. Nejprve Doubravici koupila Lidmila z Hřebene, po ní dědil její manžel, rožmberský úředník Bedřich Frokstein z Načeslavi, připomínaný coby držitel vsi až do roku 1620. Dalším majitelem byl Jan Řepický ze Sudoměře, od něho koupil ves císařský vojevůdce Baltazar de Marradas a roku 1631 dále prodal rytmistrovi Juanu Salazarovi de Montalban. Od Salazara nabyl roku 1637 Doubravici budějovický solní úředník Emanuel Fritschko z Fürstenmühlu, jehož příbuzenstvo pak drželo ves po jedno století. V roce 1655 zdědil Doubravici František Eusebius Fritschko, po něm 1666 jeho vdova Eva Eufemie, následně 1684 její dcera Juliana Eusebie Traumüllerová. Za Fritschků došlo k přestavbě dosavadní tvrze v barokní zámeček, Doubravice však zůstávala drobným sídlem – kromě panského pivovaru, kovárny a krčmy zde byl pouhé tři selské usedlosti. V roce 1711 zdědila Doubravici Marie Alžběta Putschöglová rozená Fritschková, po její smrti prodal vdovec Johann Putschögel roku 1736 vesnici královskému městu České Budějovice, které pak zůstalo doubravickou vrchností až do zrušení poddanství. Pivovar zanikl v roce 1766 po bleskem zapříčiněném požáru zámku a hospodářského dvora. Panský dvůr byl v roce 1779 zrušen a jeho pozemky v rámci raabizace rozparcelovány na šest soukromých usedlostí.
Od roku 1850 se stala Doubravice nadlouho samostatnou obcí. Ke dni 12. června 1960 pozbyla samostatnosti začleněním pod obec Nedabyle, status obce pak znovu získala 24. listopadu 1990.
Škola byla v Doubravici v zámecké budově zřízena roku 1788 a spadaly pod ní Hodějovice, Nedabyle, Vidov, Nová Ves, Hůrka a do roku 1794 i Roudné. Škola byla zrušena v roce 1913.
Dne 25. dubna 2018 bylo schváleno usnesením výboru pro vědu, vzdělání, kulturu, mládež a tělovýchovu PČR udělení vlajky obce.
Do roku 2018 neslo katastrální území obce název Doubravice u Nedabyle, od roku 2019 se jmenuje Doubravice u Českých Budějovic.

## Pamětihodnosti
- Zámek Doubravice, nevelké barokní sídlo s přiléhajícím hospodářským areálem vzniklé přestavbou starší tvrze ve druhé polovině 17. století. Nynější podoba pochází z let 1767 až 1768, kdy byl zámeček po požáru obnovován.
- Lidové usedlosti ze druhé poloviny 19. století, zejména čp. 1, 2, 13 a 19
- Pomník padlým v první světové válce z roku 1924, na návsi před zámkem
- Několik výklenkových kapliček a boží muka

## Rodáci
- Emanuel Davídek (1776–1858), kněz, profesor dogmatiky, spisovatel

## Galerie

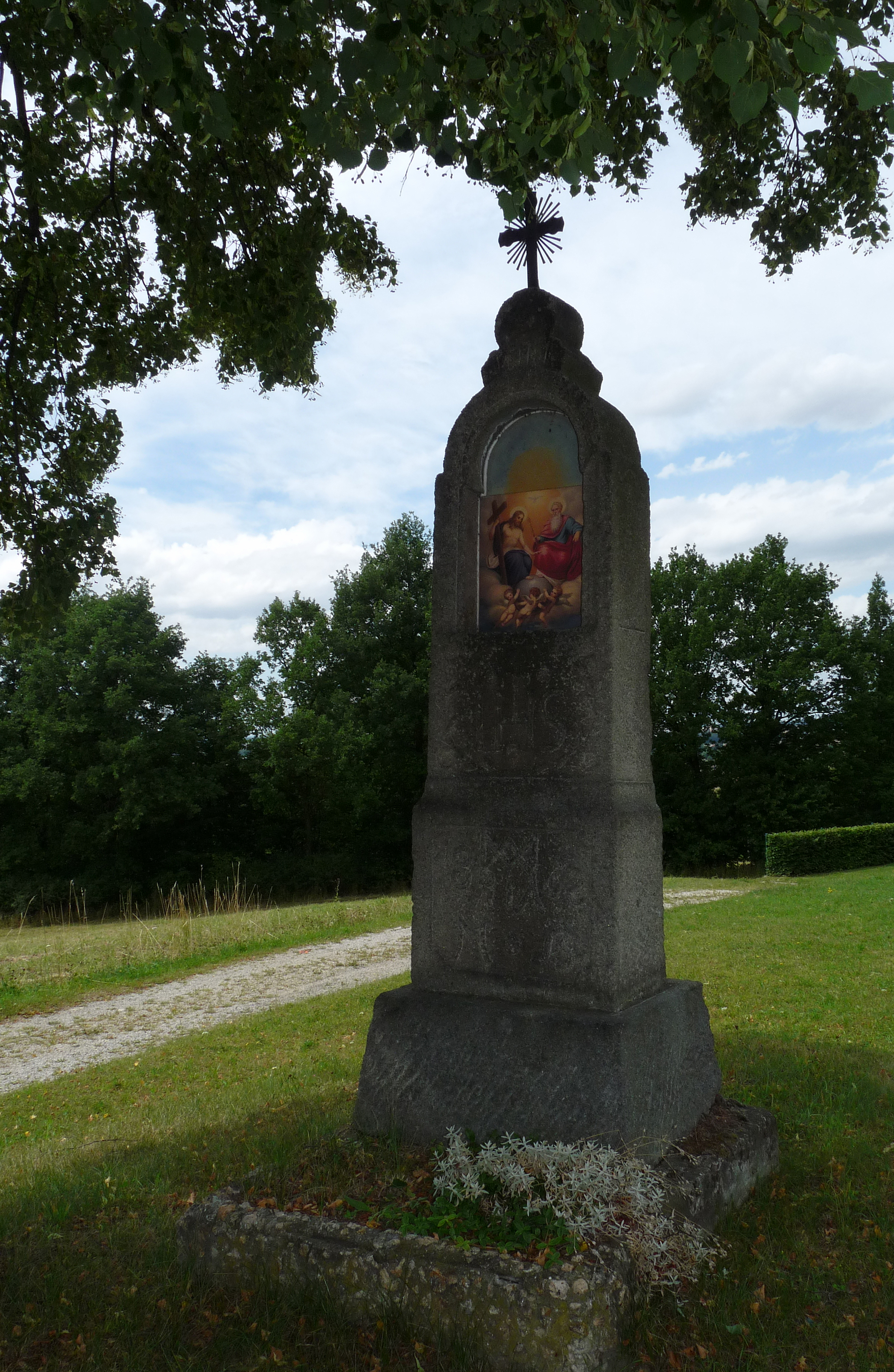
Boží muka u Farků
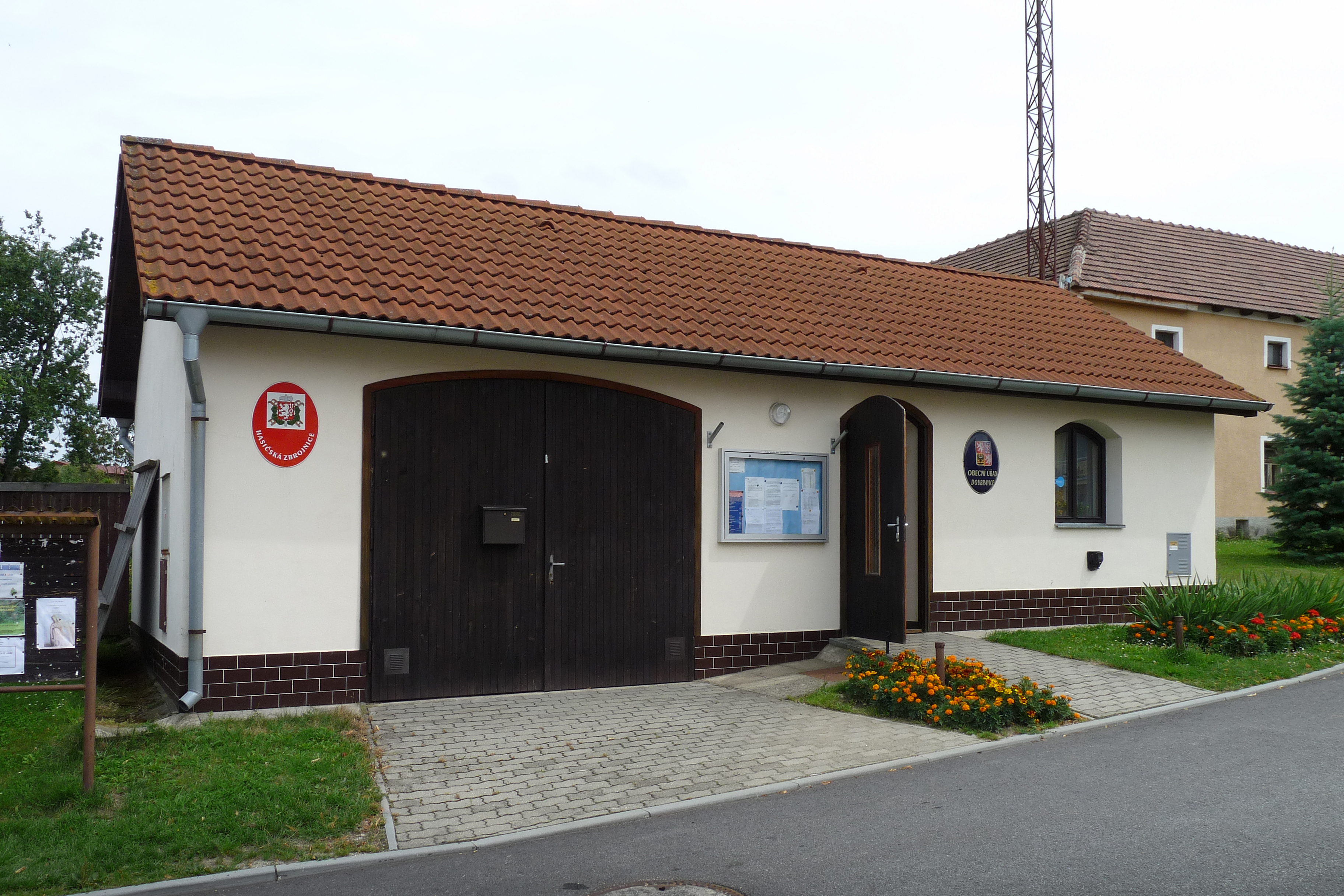
Obecní úřad a hasičská zbrojnice
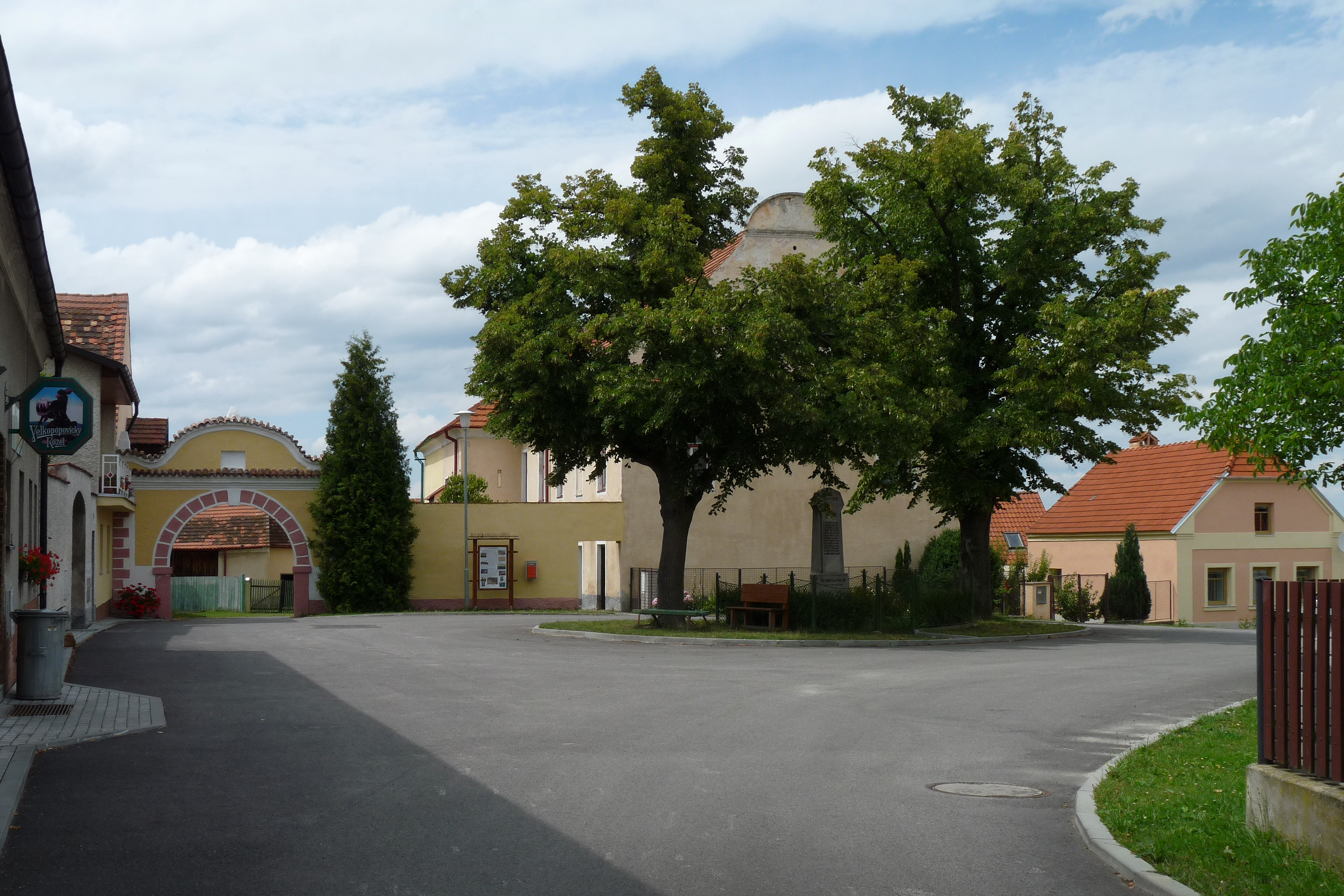
Náves
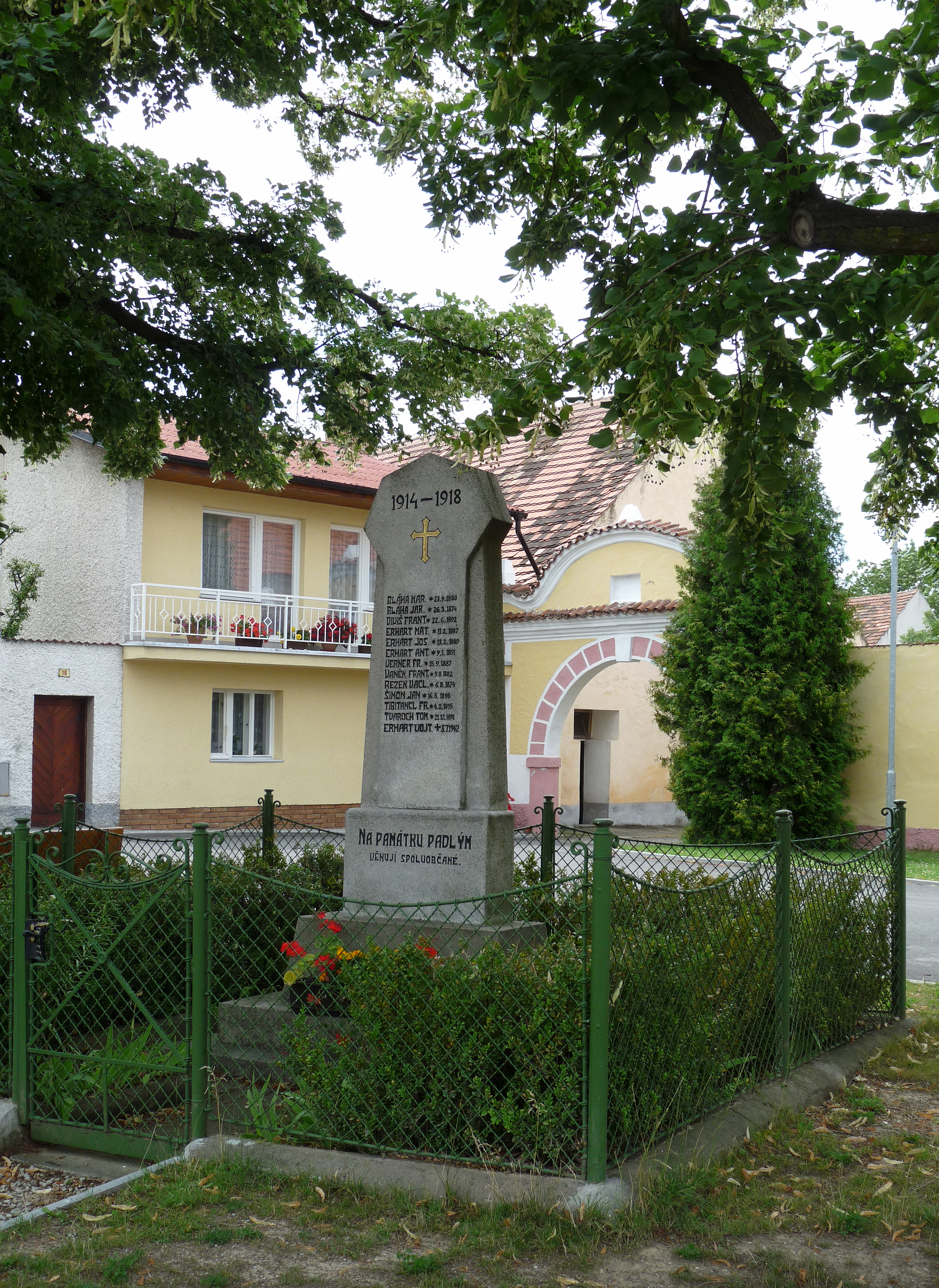
Pomník padlým
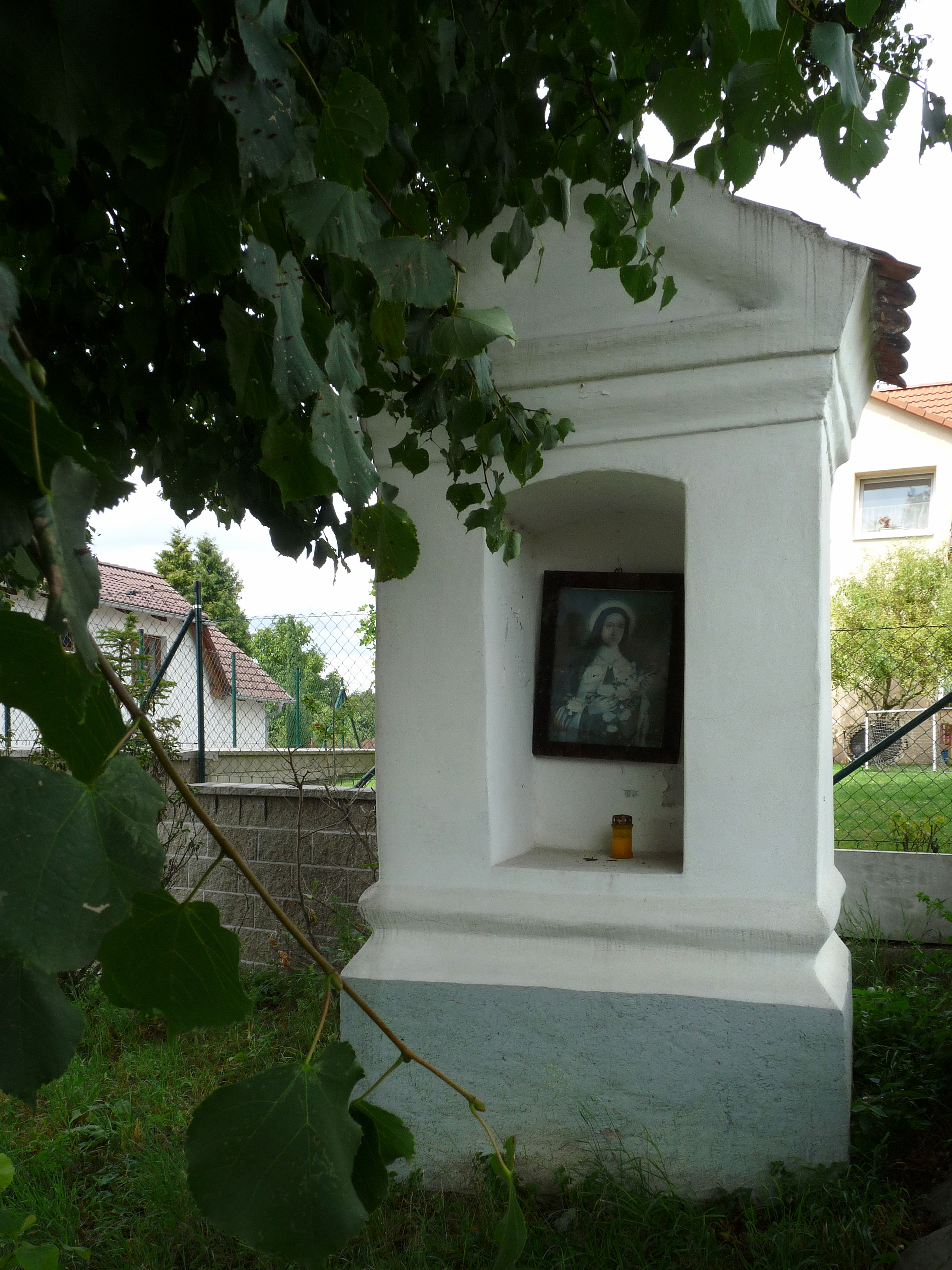
Kaplička u zámku